# Standard Motor Interface

Bildmarke „SMI“

Standard Motor Interface (kurz SMI) ist ein Bussystem, das zur Anbindung von Sonnenschutz Motoren an ein Gebäudeautomationssystem verwendet wird.

## Entstehung
Die stetig wachsende Verbreitung und Weiterentwicklung von Bussystemen in der Gebäudeautomation in den 1990er Jahren machte auch vor der Sonnenschutz- und Beschattungsbranche nicht halt. So entwickelten einige Hersteller eigene, herstellerspezifische Kommunikationsverbindungen, welche jedoch auf dem Markt kaum Anklang fanden. Der Markt für Gebäudeautomation strebte nach Standardisierung und herstellerübergreifenden Kommunikationsprotokollen.
Das erkannten auch sieben Unternehmern und gründeten am 24. Oktober 2001 den „Arbeitskreis Standardisierung“, später „SMI-Arbeitskreis“.
Am 3. Februar 2003 wurde die Wort-/Bildmarke „SMI“ unter der Registernummer 798708 eingetragen und ist bis heute geschützt.
Nach dem durch den Arbeitskreis entwickelten Standard, wurde erstmalig im Februar 2004 ein Jalousieantrieb der Firma J. Stehle + Söhne zertifiziert.
Am 20. Februar 2014 löste der Verein SMI Standard Motor Interface e.V. den bisherigen Arbeitskreis ab und ist seither auch Inhaber der Markenrechte. (Stand 22. Juli 2025)

## Abgrenzung zu konventionellen Antrieben
Während konventionelle Beschattungsantriebe ausschließlich über das Ein- und Ausschalten der Versorgungsspannung gesteuert werden, verfügen SMI Antriebe über eine integrierte elektronische Steuerung. Diese, ermöglicht es den Behang (Raffstoren, Jalousie, Rollladen) präzise anzusteuern und zu positionieren. Weiterhin kann eine präzise Rückmeldung über die Behanghöhe (0–100 %) und ggf. auch die Lamellen Position (0–100 %) an die Gebäudeautomation übermittelt werden.
Die präzise Positionierung und Possitionsrückmeldung findet insbesondere bei Sonnenstandsgeführten Beschattungsanlagen Anwendung, da die fehleranfällige relative Positionierung über die Laufzeit konventioneller Antriebe zu Blendung und/oder erhöhtem Wärmeeintrag führen kann und dadurch auch der Akzeptanz einer automatisierten Beschattung bei den Raumnutzern schadet.
Da es sich bei konventionellen Antriebsmotoren um Kondensatormotoren handelt, ist es zwingend notwendig diese über separate Steuer- oder Trennrelais anzuschließen. Durch die elektronische Ansteuerung von SMI Motoren, können diese problemlos Parallel angeschlossen werden.

## Hersteller mit zertifizierten Produkten
| - ABB - BECKER Antriebe - BECKHOFF - BMS GmbH - DELTA Controls - elero - Gerhard Geiger - LOYTEC - Neuberger Gebäudeautomation GmbH - SafeSquare | - Sauter - Schneider Electric Industries SAS - Selve - WAGO - WAREMA - Wieland Electric - Gröningen Antriebstechnik - Sun Master Sonnenschutz GmbH - Distech Controls Inc. - Hawa Sliding Solutions AG - Seebacher GmbH |

(Stand 23. Juli 2025)